# Linia 25 de tramvai din București
Linia de tramvai 25 din București este o linie de tramvai operată de STB. Aceasta merge de la Depoul Militari până la C.F.R. Progresul.

În perioada 26 iulie 2023 - 9 decembrie 2023, linia de tramvai 25 a fost suspendată pentru efectuarea unor lucrări la Piața Eroii Revoluției și Bd. Timișoara. În locul acesteia, au fost înființate:

- Linia de tramvai 12, care a circulat între C.F.R. Progresul și Gara Basarab
- Linia de autobuz 625, care a circulat între Piața Danny Huwe și Depoul Militari.

## Traseu
Corespondențele includ și liniile din proximitatea stațiilor.